# Busnovi (Prijedor)
Pour les articles homonymes, voir Busnovi.
Busnovi (en serbe cyrillique : Буснови) est un village de Bosnie-Herzégovine. Il est situé sur le territoire de la ville de Prijedor et dans la république serbe de Bosnie. Selon les premiers résultats du recensement bosnien de 2013, il compte 721 habitants.

## Géographie
Le territoire du village est bordé ou traversé par plusieurs cours d'eau : la Stupnica, l'Ostružnica, la Maksimovića rijeka et le Grubinac, ces deux derniers ruisseaux confluant dans le village.

## Histoire
L'église de l'Ascension, une église en bois qui remonte à la fin du XVIIIe siècle ou au début du XIXe siècle, est inscrite sur la liste provisoire des monuments nationaux de Bosnie-Herzégovine

## Démographie

### Évolution historique de la population dans la localité
| 1948 | 1953 | 1961  | 1971  | 1981  | 1991  | 2013 |
| ---- | ---- | ----- | ----- | ----- | ----- | ---- |
| -    | -    | 1 440 | 1 425 | 1 339 | 1 054 | 721  |

|  |

### Communauté locale
En 1991, la communauté locale de Busnovi comptait 1 962 habitants, répartis de la manière suivante :